# Molophilus (Molophilus) armatistylus
Molophilus (Molophilus) armatistylus is een tweevleugelige uit de familie steltmuggen (Limoniidae). De soort komt voor in het Neotropisch gebied.